# Laika (filmstúdió)
A Laika, LLC. egy amerikai, stop motion technikát alkalmazó animációsfilm-stúdió, amely játékfilmek, reklámok, zenés videóklipek és rövidfilmek készítésére szakosodott. Leginkább a Coraline, a ParaNorman és a Doboztrollok (The Boxtrolls) című játékfilmjeiről ismert.
Az Oregon állambeli Portland város metropolisz övezetében helyezkedik el. A stúdió tulajdonosa és elnöke Phil Knight, aki a Nike, Inc. társalapítója és elnöke is. Fia, Travis Knight tölti be a vezérigazgató szerepét. A vállalat két részlegből állt: a Laika Entertainment játékfilmekkel foglalkozott, míg a Laika/house reklámfilmekkel. 2014 júliusában a Laika leválasztotta a reklámrészleget, hogy kizárólag a játékfilmek készítésére tudjon összpontosítani. Az új, különálló reklámosztály most a HouseSpecial nevet viseli.

## Története
Az 1990-es évek végén a Will Vinton Studios, amely stop motion filmjeiről és reklámjairól ismert, több egész estés filmhez keresett pénzügyi alapokat, ezért külső befektetőket vont be, köztük Phil Knight-ot, a Nike, Inc. tulajdonosát is. Knight először 1998-ban fektetett be a cégbe, és fia, Travis Knight rajzfilmkészítőként kezdett dolgozni a stúdiónál. 2002-ben Phil Knight megvásárolta a pénzügyi nehézségekkel küzdő Will Vinton Studios-t, hogy folytassa az egész estés filmek készítését. A következő évben Henry Selick, a Karácsonyi lidércnyomás (The Nightmare Before Christmas) rendezője csatlakozott a stúdióhoz, mint főrendező. 2005 júliusában megalakult a Will Vinton Studios jogutódja, a Laika, amely két részleget nyitott: a Laika Entertainment játékfilmekkel foglalkozott, a Laika/house pedig reklámfilmekkel, mint például a hirdetések és a zenés videóklippek; továbbá bejelentették az első projektjeiket, a Coraline című stop motion filmet és a Jack & Ben’s Animated Adventure című CGI rajzfilmet.

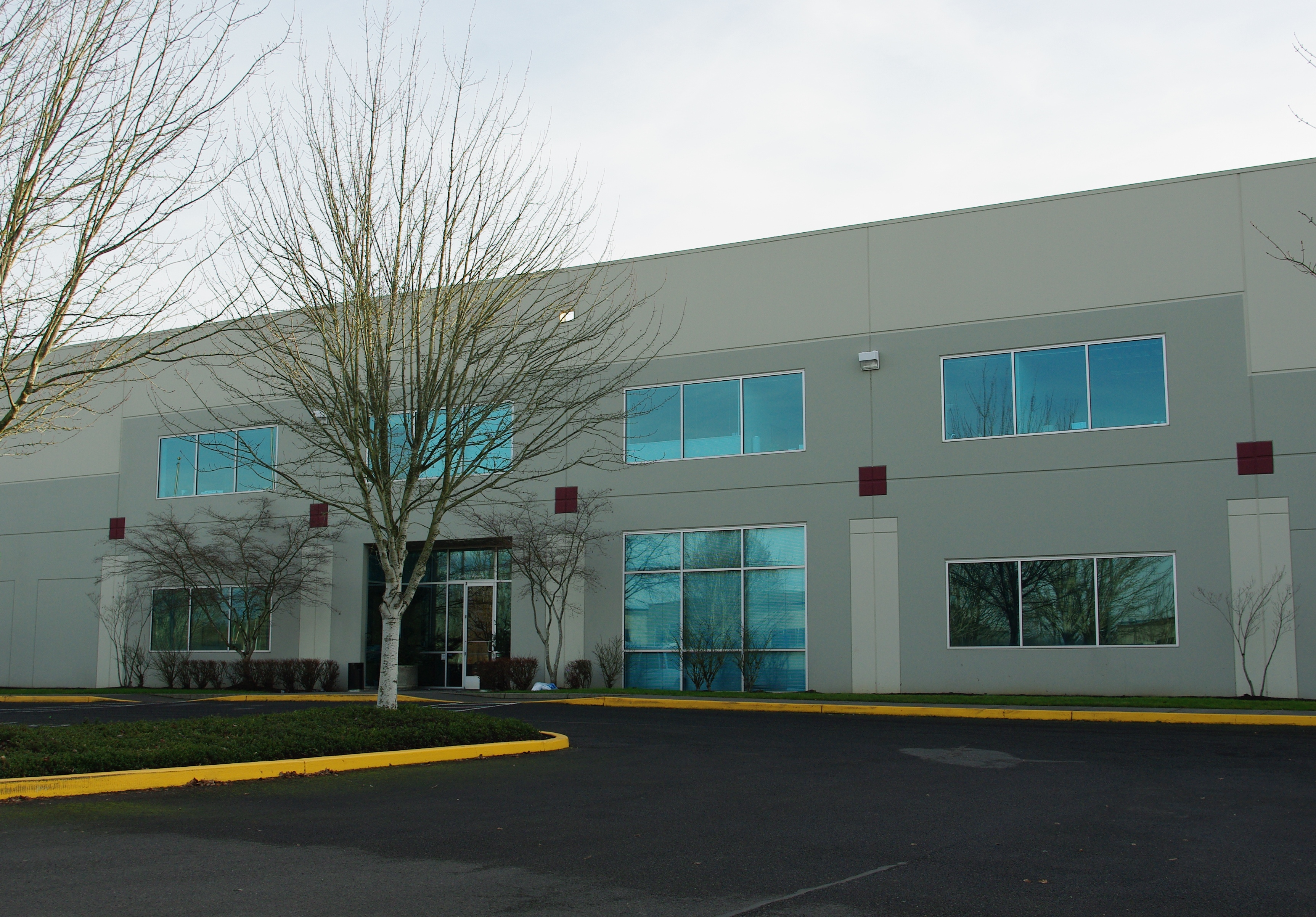
A Laika székhelye (Hillsboro, Oregon)

A stúdió az alkalmazottak jelentős részét elbocsátotta 2008-ban, amikor a másodiknak tervezett rajzfilmről, a Jack & Ben’s Animated Adventure-ről lemondtak. A következő évben a stúdió közzétette első játékfilmjét, a Coraline-t, amely Neil Gaiman azonos című ifjúsági horror-fantasy regénye alapján készült; a játékfilm jelölést kapott a legjobb animációs filmnek járó Oscar-díjra. A Moongirl és a Coraline megrendezése, illetve szerződésének sikertelen újratárgyalása után 2009-ben Henry Selick elhagyta a Laikát. Az év végén a stúdió még több alkalmazottat bocsátott el a számítógépes animációs részlegről, hogy kizárólag a stop motion technikára összpontosítson. Második stop motion játékfilmjük, a ParaNorman 2012. augusztus 17-én jelent meg, és ugyancsak Oscar-díjra jelölték legjobb rajzfilm kategóriában. Miután stop motion reklámokat készítettek olyan ügyfeleknek, mint az Apple, a Fox Sports, az ESPN és a Coca-Cola, 2014 júliusában a Laika leválasztotta reklámrészlegét, hogy kizárólag a játékfilmek készítésére összpontosítson. Az új, különálló reklámosztály most a HouseSpecial nevet viseli. Harmadik filmjüket, A doboztrollokat 2014. szeptember 26-án hozták nyilvánosságra; Alan Snow Here Be Monsters! című fantázia-kalandregénye alapján készült Anthony Stacchi és Graham Annable rendezésében.
A Laika következő játékfilm-feldolgozásait Colin Meloy fantáziaregénye, a Wildwood és Philip Reeve Goblins című fantáziakönyve alapján készíti.

## Filmográfia

### Játékfilmek

#### Kiadott filmek
|   | Cím                       | Kiadás dátuma        | Költség     | Nyereség      | RT  | MC |
| - | ------------------------- | -------------------- | ----------- | ------------- | --- | -- |
| 1 | Coraline és a titkos ajtó | 2009. február 6.     | $60 000 000 | 124 596 398 $ | 90% | 80 |
| 2 | ParaNorman                | 2012. augusztus 17.  | $60 000 000 | 107 139 399 $ | 87% | 72 |
| 3 | Doboztrollok              | 2014. szeptember 26. | $60 000 000 | 103 067 189 $ | 74% | 63 |
| 4 | Kubo és a varázshúrok     | 2016. augusztus 19.  | $60 000 000 | 67 600 000 $  | 97% | 84 |

#### Fejlesztés alatt álló filmek
- Wildwood[10]
- Goblins[11]

### Rövidfilmek
- Moongirl (megjelent: 2005. szeptember 24.)

### Szerződéses munkák
- A halott menyasszony (Corpse bride) (2005) (a teljes film elkészítése)
- Kalifornia királya (King of California) (2007) (álom-sor)
- Kalandférgek karácsonya (A Very Harold & Kumar 3D Christmas) (2011) (stop-motion részlet)[12]

## Fordítás
Ez a szócikk részben vagy egészben  a   Laika (company) című angol Wikipédia-szócikk ezen változatának fordításán alapul.  Az eredeti cikk szerkesztőit annak laptörténete sorolja fel. Ez a jelzés csupán a megfogalmazás eredetét és a szerzői jogokat jelzi, nem szolgál a cikkben szereplő információk forrásmegjelöléseként.